# Gesundheitsportal
Unter einem Gesundheitsportal versteht man eine Website zur Information der Öffentlichkeit über Fragen von Gesundheit und Krankheit.
Zahlreiche Gesundheitsportale sind im Besitz von Medienunternehmen und der Gesundheitsindustrie. Weiterhin existieren Portale, deren Herausgeber nach eigenen Angaben keine kommerziellen Interessen mit ihren Angeboten verbinden und nur Gesundheitsinformationen anbieten, die Kriterien für vertrauenswürdige Gesundheitsinformationen berücksichtigen (siehe unten). Zuverlässige Gesundheitsportale sind wichtig für den Wissenstransfer im Gesundheitswesen.

## Qualität von Gesundheitsportalen
Qualität, Verlässlichkeit und Unabhängigkeit von Gesundheitsportalen sind nicht immer nachvollziehbar. Insbesondere fehlen häufig Information zur Finanzierung und zum inhaltlichen Interesse. Hinweise zu guten Gesundheits- und Patienteninformation im Netz sind deshalb für die Nutzer unerlässlich. Gezielte Fehlinformationen müssen bekämpft werden.
Qualitätskriterien für vertrauenswürdige Gesundheits- und Patienten-Informationen werden in Deutschland in Form der „Guten Praxis Gesundheitsinformation“ des Deutschen Netzwerks Evidenzbasierte Medizin, in Österreich unter der Bezeichnung „Gute Gesundheitsinformation Österreich“ von der Österreichischen Plattform Gesundheitskompetenz verbreitet.
Mit dem Programm "Verlässliches Gesundheitswissen" des Deutschen Netzwerks Gesundheitskompetenz existiert seit 2021 ein Verfahren zur externen Qualitätsbewertung von Gesundheitsportalen, dem sich bis Mai 2022 siebzehn deutschsprachige Anbieter von Gesundheitsportalen anschlossen.

## Nicht kommerzielle Gesundheitsportale
Alle nachstehend gelisteten Portale geben an, einen der genannten Kriterienkataloge zu berücksichtigen.
- diabinfo.de (Herausgeber: Helmholtz Zentrum München, Deutsches Diabetes-Zentrum, Deutsches Zentrum für Diabetesforschung)
- Gesundheitsinformation.de (Herausgeber: IQWiG – Institut für Qualität und Wirtschaftlichkeit im Gesundheitswesen)
- Gesundheitsportal, Stiftung Gesundheitswissen
- Gesund.bund.de (Herausgeber: Bundesministerium für Gesundheit)
- IGEL-Monitor (Herausgeber:  Medizinischer Dienst Bund)
- Krebsinformationsdienst (Herausgeber: Deutsches Krebsforschungszentrum)
- Leitlinienprogramm Onkologie (Herausgeber: AWMF, Deutsche Krebsgesellschaft und Deutsche Krebshilfe)
- Medizin Transparent (Herausgeber: Cochrane Österreich)
- Öffentliches Gesundheitsportal Österreich (Herausgeber: Bundesministerium für Soziales, Gesundheit, Pflege und Konsumentenschutz)
- Patienten-Information.de (Herausgeber: Ärztliches Zentrum für Qualität in der Medizin)
- Stiftung Unabhängige Patientenberatung Deutschland (UPD)
- Wissenwaswirkt.org (Herausgeber: Cochrane Stiftung Deutschland)

## Kommerzielle Gesundheitsportale
Unter kommerziellen Gesundheitsportalen versteht man profitorientierte Informationsangebote zu den Themenbereichen Gesundheit und Krankheit. Die Informationen sind zumeist kostenfrei zugänglich, jedoch mit profitorientierten Informationen verknüpft.  Hierzu zählen Angebote von Medienunternehmen, Krankenversicherungen und Anbietern von Gesundheitsdienstleistungen.

### Medienunternehmen
Kommerzielle Gesundheitsportale sind im deutschsprachigen Bereich länger etabliert und haben aktuell eine deutlich höhere Nutzerzahl als nicht kommerzielle Angebote. Die am weitesten verbreiteten Portale befinden sich mittlerweile im Besitz einiger weniger Medienkonzerne. So erwarb die WAZ-Mediengruppe (jetzt Funke Media Gruppe) 2010 die Portale gesundheitsberatung.de und lifeline.de sowie Anfang 2021 Onmeda. Das Verlagshaus Hubert Burda Media besitzt mittlerweile die deutschen, österreichischen und schweizerischen NetDoktor-Portale. Der Wort & Bild Verlag unterhält das Internetangebot der Apotheken Umschau.

### Krankenversicherungen
Zahlreiche Krankenversicherungen bieten auf ihren Webseiten Gesundheitsinformationen für aktuelle und potenzielle Versicherte an. Die Abgrenzung zwischen interessenunabhängigen Informationen und Werbung für die Angebote der jeweiligen Unternehmen kann schwierig sein.